# Čaj Čchao
Čaj Čchao (čínsky: 翟超, pchin-jinem: Zhai Chao; 14. prosince 1971 Peking) je bývalá čínská házenkářka. V Evropě hrála za kluby SV Berliner VG 49 (1999–2001), Randers HK (2001–2004) a Viborg HK (2004–2007, 2008–2009). S Viborgem dvakrát vyhrála Ligu mistrů (2006, 2009). V roce 2002 byla Mezinárodní házenkářskou federací vyhlášena světovou házenkářkou roku. Čínu reprezentovala na dvou olympijských hrách (1996, 2004).